# Soul Pirate
Soul Pirate är ett musikalbum från 2008 av Alborosie.

## Låtlista
1. Intro - Rodigan
2. Diversity
3. Precious feat. Ranking Joe
4. Kingston Town
5. Rastafari Anthem
6. Still Blazing
7. Herbalist
8. Dutty Road
9. Police (Polizia)
10. Moonshine
11. Bad Mind
12. Callin feat. Michael Rose
13. Black Woman
14. Sound Killa
15. Work
16. Patricia
17. Waan The Herb feat. Michael Rose
18. Natural Mystic feat. Ky-Mani Marley